# Mary Ørvig
Mary Ørvig, född 4 juli 1918 i Stockholm, död 29 november 1993, var en svensk bibliotekarie. Hon ingick 1948 äktenskap med Tor Ørvig.
Ørvig, som var dotter till Abraham Meirowitz och Rosa Charabraya, blev Bachelor of Arts i Library Science i Oklahoma 1948. Hon tjänstgjorde på bibliotek i USA 1946–1947 och 1953, i Norge 1948, anställdes på Stockholms stadsbibliotek 1949, blev biblioteksassistent där 1954, förste biblioteksassistent 1956, var föreståndare vid dess barnavdelning på filial 2 1956–1962, och på filial 1 1962–1965 och föreståndare för Svenska Barnboksinstitutet 1965–1983. 
Ørvig företog stort antal arbetsresor i Europa och USA. Hon var May Hill Arbuthnot Honor Lecture vid University of Chicago 1972 samt sekreterare och styrelseledamot i International Research Society for Children's Literature 1974–1978. Hon blev filosofie hedersdoktor vid Stockholms universitet 1986. 
Ørvig recenserade barnböcker och barnboksteoretisk litteratur, skrev artiklar om barnlitteratur i svenska och utländska tidskrifter, var redaktör för publikationer inom barnboksområdet samt medlem av planeringsgruppen och redaktionen för Vem är Vem i barn- och ungdomslitteraturen. Författare och illustratörer utgivna i Sverige 1945–1980 (1984).